# Елховка (Ульяновская область)
Елховка — село в Сурском районе Ульяновской области, входит в состав Сарского сельского поселения.

## География
Находится у реки Малая Сарка на расстоянии примерно 20 километров по прямой на север от районного центра поселка Сурское.

## История
Основание села Елховки, как и большинства сел Сурского района, историки связывают с именем царя Ивана Грозного, который во время похода на Казань (1552 год) строил множество укрепрайонов и поселений, стрелецких заслонов. В Присурье были плодородные земли, поэтому началось массовое их заселение. До революции 1917 года земли и крестьяне в Елховке принадлежали разным владельцам: генерал М. С. Потемкин, его сын князь A. M. Потемкин, затем князья Оболенские, граф Рибопьер.
В 1913 году в селе было дворов 256, жителей 1514 и деревянная Дмитриевская церковь. 
На 1925 год Елховке числится 935 жителей, в соседней Нечаевке - 365 человек (позже произойдёт объединение этих сел).
1929 год. В единый колхоз объединились «Красный пахарь», «Крестьянский Октябрь» и машинное товарищество. Церковные средства используются на нужды села. 1930 - 1931 годы. Организован колхоз «Красное знамя».
1951 год. Создана строительная бригада, возводятся свинарник и птичник, капитально ремонтируется коровник, решено открыть сельский клуб. Почти полностью сгорела деревня Нечаевка, население стало уезжать, в основном на север.
С 1959 по 1965 год. Елховка входит в состав колхоза «Прогресс» с центром в селе Ждамирово.
В советское время работали колхозы «Красное знамя» и «Прогресс». К 2007 году организованное сельскохозяйственное производство прекратилось.

## Население
Население составляло: 1966 год население - 663 человека; 188 человек в 2002 году (русские 93%), 95 по переписи 2010 года.

## Известные уроженцы
- Милашин Константин Иванович — Герой Советского Союза (1945).